# Dolichopus incongruus
Dolichopus incongruus är en tvåvingeart som beskrevs av Wheeler 1890. Dolichopus incongruus ingår i släktet Dolichopus och familjen styltflugor. Inga underarter finns listade i Catalogue of Life.